# Syscia quisquilis
Syscia quisquilis (лат.) — вид муравьёв рода Syscia из подсемейства Dorylinae (Formicidae). 

## Распространение
Встречаются в Северной Америке: США (Аризона, Калифорния).

## Описание
Мелкие муравьи светло-коричневого цвета (длина около 3 мм). Ширина головы рабочих 0,50—0,53 мм, длина головы 0,66—0,69 мм. Отличаются следующими признаками: затылочный киль небольшой и смещен вентрально (типичная форма) или крупнее и более заметен при фронтальном виде (аризонская форма); субпетиолярный отросток мелкий, с передней крючковидной частью, выемкой и задней выпуклостью; абдоминальный сегмент AIII сверху трапециевидный, с плоскими сторонами; AIV сверху с плоскими сторонами, слабо усеченным передним краем; у AIII дорсальный профиль слабовыпуклый, у AIV дорсальный профиль плоский; отстоящие волоски короткие. Стебелёк двухчлениковый, но явные перетяжки между следующими абдоминальными сегментами отсутствуют. Проното-мезоплевральный шов развит. Оцеллии отсутствуют, сложные глаза редуцированные. Нижнечелюстные щупики рабочих 2-члениковые, нижнегубные щупики состоят из 2 сегментов. Средние и задние голени с одной гребенчатой шпорой. Обнаружены в подстилочном лесном слое. Вид был впервые описан в 2021 году американским мирмекологом Джоном Лонгино и немецким энтомологом Майклом Бранстеттером.